# Georg Kronlund
Georg Adolf Edvin Kronlund (i riksdagen kallad Kronlund i Haparanda, senare Kronlund i Skara), född 9 maj 1860 i Skövde, Skaraborgs län, död 20 mars 1947 i Stockholm, var en svensk häradshövding och politiker (liberal). 
Georg Kronlund, som var son till en handelsman, blev student vid Uppsala universitet 1879, avlade hovrättsexamen vid där 1884 och gjorde därefter domstolskarriär. Han var bland annat häradshövding i Torneå domsaga i Norrbottens län 1893–1905 och därefter i Skånings, Vilske och Valle domsaga i Skaraborgs län. Han var även ordförande i Nordiska samfundet till bekämpande av det vetenskapliga djurplågeriet under åren 1933–1947.
Kronlund var riksdagsledamot i andra kammaren 1897–1914, åren 1897–1908 för Torneå domsagas valkrets, 1909–1911 för Lidköpings, Skara och Hjo valkrets och 1912–1914 för Skaraborgs läns södra valkrets, och var då bosatt i Skara. Han var till en början partilös, politisk vilde, men efter Frisinnade landsföreningens bildande 1902 anslöt han sig 1903 till dess riksdagsgrupp, Liberala samlingspartiet. Han ingick också i Frisinnade landsföreningens förtroenderåd. I riksdagen var han bland annat ledamot i bankoutskottet 1906–1909, i jordbruksutskottet 1910–1914 med flera särskilda och tillfälliga utskott.
Som riksdagsledamot engagerade sig Kronlund i den så kallade Norrlandsfrågan, och han var också ledamot i den statliga Norrlandskommittén 1901–1904. Han verkade för exploatering av de norrbottniska odlingsbara vidderna och av vattenfallen och gruvorna, varav flera förslag realiserades. Han lade också fram motioner och interpellationer för att uppmärksamma samernas utsatta situation (bland annat föreslog han nödhjälp till "nomadbefolkningen i rikets nordligaste trakter" och åtgärder för "lappbefolkningens vidmakthållande"), och han krävde också åtgärder för att förbättra situationen vid gruvsamhället Kiruna. 
Kronlund var särskilt engagerad i spridandet av svensk kultur i de finsktalande gränsbygderna. Med frikostigt stöd från enskilda bidragsgivare (60 000 kronor), igångsatte han 1899 det som då var världens nordligaste folkhögskola, Tornedalens folkhögskola i Matarengi, Övertorneå församling, omkring 65 kilometer norr om Haparanda. Han inrättade svenska bibliotek i de finskspråkiga socknarna och tog initiativ till ett stort egnahemsföretag i Tornedalen.
Kronlund arbetade också aktivt för ett införande av kvinnlig rösträtt.
Kronlund gifte sig 8 januari 1897 med friherrinnan Ebba Eva Charlotta Åkerhielm, född 6 juni 1870 i Våmb, Skaraborgs län.